# Station Le Grand-Lemps
Station Le Grand-Lemps is een spoorwegstation in de Franse gemeente Le Grand-Lemps, aan de lijn van station Lyon-Perrache naar station  Marseille-Saint-Charles (via Grenoble), op enkele tientallen kilometers ten noord-westen van Grenoble. Het station wordt bediend door treinen van TER Auvergne-Rhône-Alpes. 